# Bahnstrecke Rheine–Norddeich Mole
| | |                                      |                                      |
| Streckennummer (DB): | 2931 (Rheine–Emden Süd) 1570 (Emden Süd–Norden) 1574 (Norden–Norddeich Mole)                                                                         |                                      |                                      |
| Kursbuchstrecke (DB): | 395 |                                      |                                      |
| Kursbuchstrecke: | 195 (Norddeich – Rheine 1934) 223 (1946) 223b (Emden West – Emden Süd 1946) 221d (Leer (Ostfriesland) – Ihrhove 1946) 222 (Salzbergen – Rheine 1946) |                                      |                                      |
| Streckenlänge: | 176 km |                                      |                                      |
| Spurweite: | 1435 mm (Normalspur) |                                      |                                      |
| Streckenklasse: | D4 |                                      |                                      |
| Stromsystem: | 15 kV 16,7 Hz ~ |                                      |                                      |
| Streckengeschwindigkeit: | 140 km/h |                                      |                                      |
| Zweigleisigkeit: | Rheine–Dörpen Dörpen-Lehe–Leer Süd Leer Gbf–Emden Rbf Strw                                                                                           |                                      |                                      |
| | |                                      |                                      |
| \| \| 36,7 000,0 \| Norddeich Mole \| Norddeich Mole \| \| \| 36,2 000,0 \| Norddeich \| Norddeich \| \| \| 31,8 000,0 \| Norden Stadt \| Norden Stadt \| \| \| \| Ostfriesische Küstenbahn von Dornum \| \| \| \| 30,4 000,0 \| Norden \| Norden \| \| \| 27,8 000,0 \| Nadörst \| Nadörst \| \| \| 25,8 000,0 \| Osteel \| Osteel \| \| \| 22,2 000,0 \| Marienhafe \| Marienhafe \| \| \| 17,7 000,0 \| Engerhafe \| Engerhafe \| \| \| \| von Aurich \| \| \| \| 14,8 000,0 \| Abelitz \| Abelitz \| \| \| 9,6 000,0 \| Loppersum \| Loppersum \| \| \| 7,4 000,0 \| Suurhusen \| Suurhusen \| \| \| 5,7 000,0 \| Hinte-Harsweg \| Hinte-Harsweg \| \| \| \| A 31 \| \| \| \| \| ehem. Kleinbahn von Greetsiel \| \| \| \| 2,2 –0,6 \| Emden Hbf (ehem. Emden West) \| Emden Hbf (ehem. Emden West) \| \| \| \| Emden Hbf Volkswagenwerk \| \| \| \| 1,7 0,0 \| (Bft von Emden Hbf) \| (Bft von Emden Hbf) \| \| \| \| nach Emden Außenhafen \| \| \| \| \| Emder Fahrwasser (Klappbrücke) \| \| \| \| 348,6 \| Emden Süd \| Emden Süd \| \| \| 0,0 348,1 \| Emden Rbf Strw \| Emden Rbf Strw \| \| \| \| nach Emden Bezirksbf \| \| \| \| 347,8 \| Emden Rbf (Abzw) \| Emden Rbf (Abzw) \| \| \| \| Borssumer Kanal und Verbindungskanal \| \| \| \| 344,4 \| Petkum \| Petkum \| \| \| 339,4 \| Oldersum \| Oldersum \| \| \| 331,5 \| Neermoor \| Neermoor \| \| \| 328,4 \| Nüttermoor (Awanst) \| Nüttermoor (Awanst) \| \| \| \| A 31 \| \| \| \| \| Kleinbahn von Aurich \| \| \| \| \| von Oldenburg \| \| \| \| 323,1 \| Leer (Ostfriesland) \| Leer (Ostfriesland) \| \| \| 322,0 \| Leer (Ostfriesland) Gbf \| Leer (Ostfriesland) Gbf \| \| \| \| Leda-Brücke \| \| \| \| 320,6 \| Leer (Ostfriesland) Süd \| Leer (Ostfriesland) Süd \| \| \| 317,1 \| Westoverledingen Gemeinde (Awanst) \| Westoverledingen Gemeinde (Awanst) \| \| \| \| ehem. Kleinbahn von Westrhauderfehn \| \| \| \| 316,2 \| Ihrhove Hp (geplant) \| Ihrhove Hp (geplant) \| \| \| 315,5 \| Ihrhove (ehem. PV) \| Ihrhove (ehem. PV) \| \| \| \| nach Groningen (NL) \| \| \| \| 312,3 \| Steenfelde \| Steenfelde \| \| \| 306,1 \| Papenburg (Ems) \| Papenburg (Ems) \| \| \| \| Papenburger Hafen (Klappbrücke) \| \| \| \| 300,8 \| Aschendorf \| Aschendorf \| \| \| \| B 70 \| \| \| \| 296,4 \| Dörpen-Lehe (Üst) \| Dörpen-Lehe (Üst) \| \| \| \| B401 \| \| \| \| \| Küstenkanal \| \| \| \| 291,5 \| Dörpen (ehem. auch PV) \| Dörpen (ehem. auch PV) \| \| \| 290,2 \| Dörpen Hp \| Dörpen Hp \| \| \| \| B 70 \| \| \| \| 287,1 \| Kluse \| Kluse \| \| \| \| ehem. Kleinbahnstrecke \| \| \| \| 279,0 \| Lathen \| Lathen \| \| \| \| nach Werlte \| \| \| \| 270,4 \| Haren (Ems) \| Haren (Ems) \| \| \| \| B 408 \| \| \| \| 267,1 \| Meppen RWE (Awanst) \| Meppen RWE (Awanst) \| \| \| 265,0 \| Hemsen (Ems) \| Hemsen (Ems) \| \| \| \| B 402 \| \| \| \| \| B 70 \| \| \| \| \| Nordradde \| \| \| \| \| von Essen (Oldb) \| \| \| \| 260,1 \| Meppen \| Meppen \| \| \| \| ehem. Trasse nach Essen (Oldb) \| \| \| \| \| Hase \| \| \| \| 248,8 \| Geeste \| Geeste \| \| \| \| B 70 \| \| \| \| 243,8 \| Holthausen (Ems) (Abzw) \| Holthausen (Ems) (Abzw) \| \| \| 242,3 \| Lingen (Ems) Stadt (Awanst) \| Lingen (Ems) Stadt (Awanst) \| \| \| \| ehem. Kleinbahn von Quakenbrück \| \| \| \| 239,8 \| Lingen (Ems) \| Lingen (Ems) \| \| \| 236,2 \| Lingen (Ems) Faserwerke (Awanst) \| Lingen (Ems) Faserwerke (Awanst) \| \| \| \| B 213 \| \| \| \| 234,2 \| Hanekenfähr \| Hanekenfähr \| \| \| \| Ems \| \| \| \| 232,0 \| Elbergen \| Elbergen \| \| \| 225,6 \| Leschede \| Leschede \| \| \| 223,7 \| Emsbüren (Awanst) \| Emsbüren (Awanst) \| \| \| \| von Almelo (NL) \| \| \| \| 216,7 \| Salzbergen \| Salzbergen \| \| \| \| Landesgrenze NRW/Niedersachsen \| \| \| \| \| von Quakenbrück \| \| \| \| \| ehem. von Ochtrup \| \| \| \| 208,9 \| Rheine \| Rheine \| \| \| \| nach Osnabrück \| \| \| \| \| ehem. nach Dorsten \| \| \| \| \| nach Münster \| \| \| \| \| \| \| \| Quellen: [1][2] \| \| \| \| | |                                      |                                      |
| Haltepunkt / Haltestelle Streckenanfang | 36,7 000,0 | Norddeich Mole                       | Norddeich Mole                       |
| Bahnhof | 36,2 000,0 | Norddeich                            | Norddeich                            |
| ehemaliger Haltepunkt / Haltestelle | 31,8 000,0 | Norden Stadt                         | Norden Stadt                         |
| Abzweig geradeaus und von links | | Ostfriesische Küstenbahn von Dornum  | Ostfriesische Küstenbahn von Dornum  |
| Bahnhof | 30,4 000,0 | Norden                               | Norden                               |
| ehemaliger Haltepunkt / Haltestelle | 27,8 000,0 | Nadörst                              | Nadörst                              |
| ehemaliger Bahnhof | 25,8 000,0 | Osteel                               | Osteel                               |
| Bahnhof | 22,2 000,0 | Marienhafe                           | Marienhafe                           |
| ehemaliger Bahnhof | 17,7 000,0 | Engerhafe                            | Engerhafe                            |
| Abzweig geradeaus und von links | | von Aurich                           | von Aurich                           |
| Dienststation / Betriebs- oder Güterbahnhof | 14,8 000,0 | Abelitz                              | Abelitz                              |
| ehemaliger Bahnhof | 9,6 000,0 | Loppersum                            | Loppersum                            |
| ehemaliger Haltepunkt / Haltestelle | 7,4 000,0 | Suurhusen                            | Suurhusen                            |
| ehemaliger Haltepunkt / Haltestelle | 5,7 000,0 | Hinte-Harsweg                        | Hinte-Harsweg                        |
| Strecke mit Straßenbrücke | | A 31                                 | A 31                                 |
| Strecke von rechts (außer Betrieb) · Strecke | | ehem. Kleinbahn von Greetsiel        | ehem. Kleinbahn von Greetsiel        |
| Kopfbahnhof Streckenende (Strecke außer Betrieb) · Bahnhof | 2,2 –0,6 | Emden Hbf (ehem. Emden West)         | Emden Hbf (ehem. Emden West)         |
| Betriebs-/Güterbahnhof Streckenanfang und quer · Abzweig geradeaus und von rechts | | Emden Hbf Volkswagenwerk             | Emden Hbf Volkswagenwerk             |
| Blockstelle | 1,7 0,0 | (Bft von Emden Hbf)                  | (Bft von Emden Hbf)                  |
| Abzweig geradeaus und nach rechts | | nach Emden Außenhafen                | nach Emden Außenhafen                |
| Brücke über Wasserlauf | | Emder Fahrwasser (Klappbrücke)       | Emder Fahrwasser (Klappbrücke)       |
| Strecke · Kopfbahnhof Streckenanfang (Strecke außer Betrieb) | 348,6 | Emden Süd                            | Emden Süd                            |
| Dienststation / Betriebs- oder Güterbahnhof · Strecke (außer Betrieb) | 0,0 348,1 | Emden Rbf Strw                       | Emden Rbf Strw                       |
| Abzweig geradeaus und nach rechts · Strecke (außer Betrieb) | | nach Emden Bezirksbf                 | nach Emden Bezirksbf                 |
| Abzweig geradeaus und ehemals von links · Strecke nach rechts (außer Betrieb) | 347,8 | Emden Rbf (Abzw)                     | Emden Rbf (Abzw)                     |
| Brücke über Wasserlauf | | Borssumer Kanal und Verbindungskanal | Borssumer Kanal und Verbindungskanal |
| ehemaliger Bahnhof | 344,4 | Petkum                               | Petkum                               |
| Dienststation / Betriebs- oder Güterbahnhof | 339,4 | Oldersum                             | Oldersum                             |
| ehemaliger Bahnhof | 331,5 | Neermoor                             | Neermoor                             |
| Blockstelle | 328,4 | Nüttermoor (Awanst)                  | Nüttermoor (Awanst)                  |
| Strecke mit Straßenbrücke | | A 31                                 | A 31                                 |
| Strecke von links (außer Betrieb) · Kreuzung (Querstrecke außer Betrieb) | | Kleinbahn von Aurich                 | Kleinbahn von Aurich                 |
| Strecke (außer Betrieb) · Abzweig geradeaus und von links | | von Oldenburg                        | von Oldenburg                        |
| Kopfbahnhof Streckenende (Strecke außer Betrieb) · Bahnhof | 323,1 | Leer (Ostfriesland)                  | Leer (Ostfriesland)                  |
| Dienststation / Betriebs- oder Güterbahnhof | 322,0 | Leer (Ostfriesland) Gbf              | Leer (Ostfriesland) Gbf              |
| Brücke über Wasserlauf | | Leda-Brücke                          | Leda-Brücke                          |
| Dienststation / Betriebs- oder Güterbahnhof | 320,6 | Leer (Ostfriesland) Süd              | Leer (Ostfriesland) Süd              |
| ehemalige Blockstelle | 317,1 | Westoverledingen Gemeinde (Awanst)   | Westoverledingen Gemeinde (Awanst)   |
| Abzweig geradeaus und ehemals nach links | | ehem. Kleinbahn von Westrhauderfehn  | ehem. Kleinbahn von Westrhauderfehn  |
| ehemaliger Haltepunkt / Haltestelle | 316,2 | Ihrhove Hp (geplant)                 | Ihrhove Hp (geplant)                 |
| Dienststation / Betriebs- oder Güterbahnhof | 315,5 | Ihrhove (ehem. PV)                   | Ihrhove (ehem. PV)                   |
| Abzweig geradeaus und nach rechts | | nach Groningen (NL)                  | nach Groningen (NL)                  |
| ehemaliger Haltepunkt / Haltestelle | 312,3 | Steenfelde                           | Steenfelde                           |
| Bahnhof | 306,1 | Papenburg (Ems)                      | Papenburg (Ems)                      |
| Brücke über Wasserlauf | | Papenburger Hafen (Klappbrücke)      | Papenburger Hafen (Klappbrücke)      |
| Bahnhof | 300,8 | Aschendorf                           | Aschendorf                           |
| Strecke mit Straßenbrücke | | B 70                                 | B 70                                 |
| Überleitstelle / Spurwechsel | 296,4 | Dörpen-Lehe (Üst)                    | Dörpen-Lehe (Üst)                    |
| Strecke mit Straßenbrücke | | B401                                 | B401                                 |
| Brücke über Wasserlauf | | Küstenkanal                          | Küstenkanal                          |
| Dienststation / Betriebs- oder Güterbahnhof | 291,5 | Dörpen (ehem. auch PV)               | Dörpen (ehem. auch PV)               |
| Haltepunkt / Haltestelle | 290,2 | Dörpen Hp                            | Dörpen Hp                            |
| Bahnübergang | | B 70                                 | B 70                                 |
| ehemaliger Bahnhof | 287,1 | Kluse                                | Kluse                                |
| Kreuzung (Querstrecke außer Betrieb) | | ehem. Kleinbahnstrecke               | ehem. Kleinbahnstrecke               |
| Bahnhof | 279,0 | Lathen                               | Lathen                               |
| Abzweig geradeaus und nach links | | nach Werlte                          | nach Werlte                          |
| Bahnhof | 270,4 | Haren (Ems)                          | Haren (Ems)                          |
| Bahnübergang | | B 408                                | B 408                                |
| Blockstelle | 267,1 | Meppen RWE (Awanst)                  | Meppen RWE (Awanst)                  |
| ehemaliger Haltepunkt / Haltestelle | 265,0 | Hemsen (Ems)                         | Hemsen (Ems)                         |
| Strecke mit Straßenbrücke | | B 402                                | B 402                                |
| Strecke mit Straßenbrücke | | B 70                                 | B 70                                 |
| Brücke über Wasserlauf | | Nordradde                            | Nordradde                            |
| Abzweig geradeaus und von links | | von Essen (Oldb)                     | von Essen (Oldb)                     |
| Bahnhof | 260,1 | Meppen                               | Meppen                               |
| Abzweig geradeaus und ehemals nach links | | ehem. Trasse nach Essen (Oldb)       | ehem. Trasse nach Essen (Oldb)       |
| Brücke über Wasserlauf | | Hase                                 | Hase                                 |
| Haltepunkt / Haltestelle | 248,8 | Geeste                               | Geeste                               |
| Strecke mit Straßenbrücke | | B 70                                 | B 70                                 |
| Abzweig geradeaus und von rechts | 243,8 | Holthausen (Ems) (Abzw)              | Holthausen (Ems) (Abzw)              |
| Blockstelle | 242,3 | Lingen (Ems) Stadt (Awanst)          | Lingen (Ems) Stadt (Awanst)          |
| Strecke von links (außer Betrieb) · Kreuzung geradeaus unten (Querstrecke außer Betrieb) | | ehem. Kleinbahn von Quakenbrück      | ehem. Kleinbahn von Quakenbrück      |
| Kopfbahnhof Streckenende (Strecke außer Betrieb) · Bahnhof | 239,8 | Lingen (Ems)                         | Lingen (Ems)                         |
| Blockstelle | 236,2 | Lingen (Ems) Faserwerke (Awanst)     | Lingen (Ems) Faserwerke (Awanst)     |
| Strecke mit Straßenbrücke | | B 213                                | B 213                                |
| Dienststation / Betriebs- oder Güterbahnhof | 234,2 | Hanekenfähr                          | Hanekenfähr                          |
| Brücke über Wasserlauf | | Ems                                  | Ems                                  |
| ehemaliger Bahnhof | 232,0 | Elbergen                             | Elbergen                             |
| Bahnhof | 225,6 | Leschede                             | Leschede                             |
| Dienststation / Betriebs- oder Güterbahnhof | 223,7 | Emsbüren (Awanst)                    | Emsbüren (Awanst)                    |
| Abzweig geradeaus und von rechts | | von Almelo (NL)                      | von Almelo (NL)                      |
| Bahnhof | 216,7 | Salzbergen                           | Salzbergen                           |
| Grenze | | Landesgrenze NRW/Niedersachsen       | Landesgrenze NRW/Niedersachsen       |
| Strecke von links · Kreuzung geradeaus unten | | von Quakenbrück                      | von Quakenbrück                      |
| Abzweig ehemals quer und nach links · Abzweig geradeaus und von rechts | | ehem. von Ochtrup                    | ehem. von Ochtrup                    |
| Bahnhof | 208,9 | Rheine                               | Rheine                               |
| Abzweig geradeaus und nach links | | nach Osnabrück                       | nach Osnabrück                       |
| Abzweig geradeaus und ehemals nach rechts | | ehem. nach Dorsten                   | ehem. nach Dorsten                   |
| Strecke | | nach Münster                         | nach Münster                         |
| | |                                      |                                      |
| Quellen: | |                                      |                                      |

Die Bahnstrecke Rheine–Norddeich Mole ist eine Strecke, die von Rheine über Salzbergen, Lingen, Meppen, Haren, Lathen, Papenburg sowie Leer nach Emden und weiter nach Norden und Norddeich Mole in Ostfriesland führt. Der Abschnitt Rheine–Emden wird auch als Emslandstrecke (seltener auch Emslandbahn) bezeichnet, da sie fast auf der ganzen Länge dem Flusslauf der Ems folgt.

## Geschichte

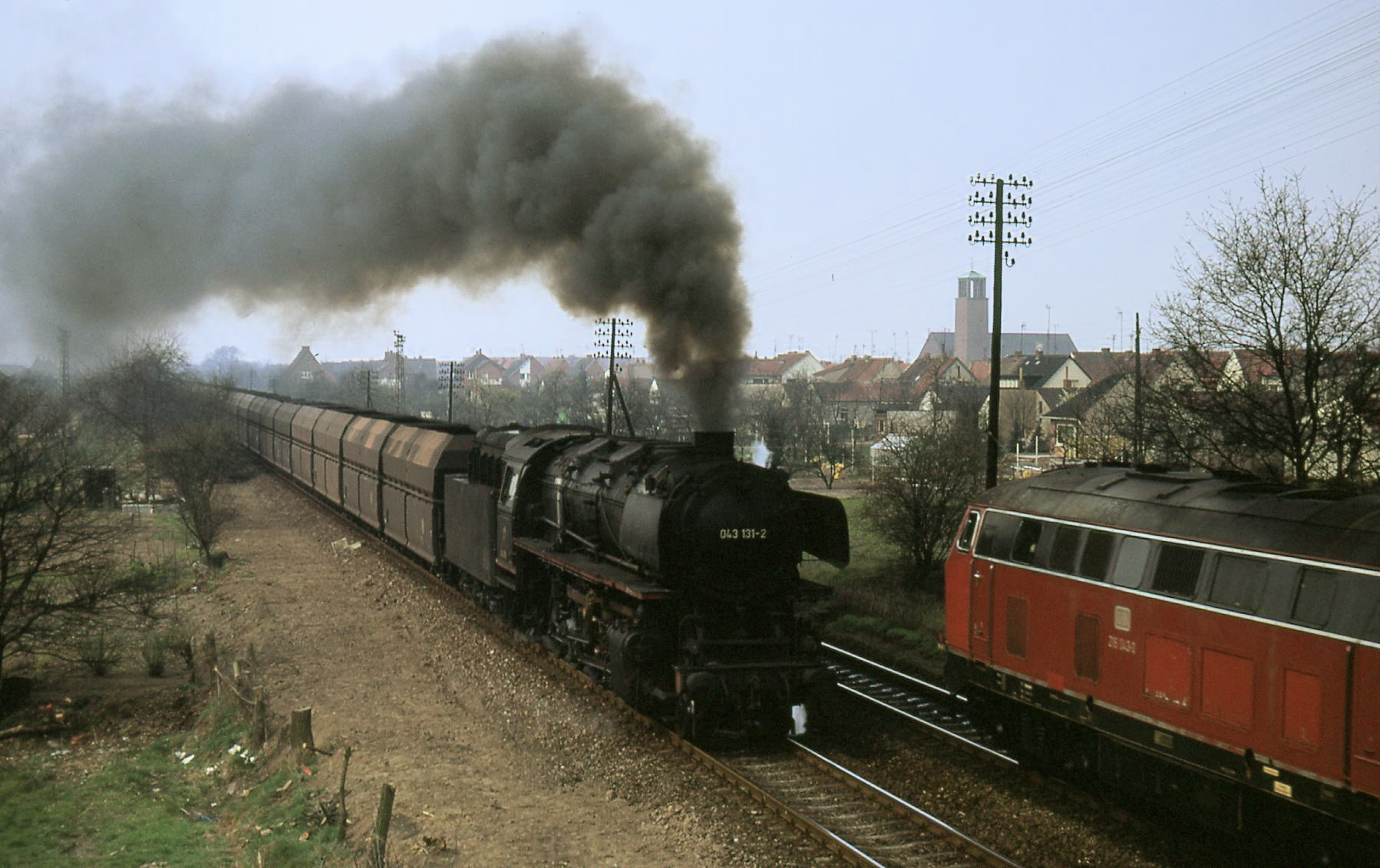
Ganzzug aus Sattelwagen mit ölgefeuerter Dampflok der Baureihe 043 kurz vor Rheine (1974)

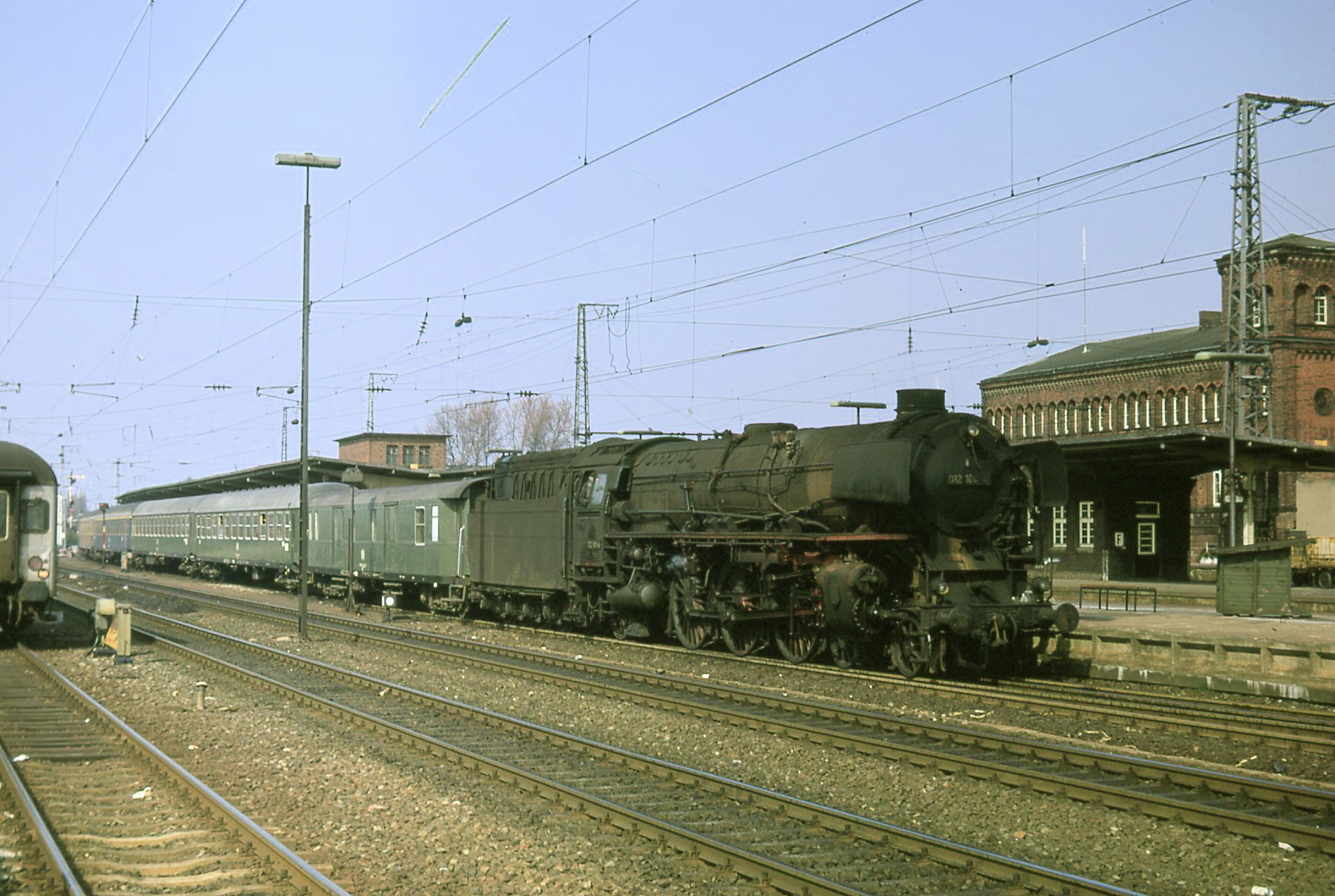
Reisezug mit ölgefeuerter Dampflok der Baureihe 012 im Bahnhof Rheine (1974)

Die Strecke ist Teil der „Hannoverschen Westbahn“, die in den 1850er Jahren zur Erschließung der westlichen Teile des damaligen Königreichs Hannover von den Königlich Hannöverschen Staatseisenbahnen gebaut wurde. Als erster Abschnitt dieser Verbindung wurde bereits am 24. November 1854 der Abschnitt Emden – Papenburg eröffnet, der jedoch noch keinen Anschluss an das bestehende Eisenbahnnetz besaß. Die Bahnstrecke wurde von beiden Seiten her gebaut, 1855 eröffnete man das Teilstück Löhne – Osnabrück und ein Jahr später konnte der durchgehende Verkehr zwischen Löhne über Rheine und Emden aufgenommen werden.
In Lingen entstanden ab 1855 die zentralen Werkstätten für diese Bahnstrecke, aus denen später das Ausbesserungswerk Lingen hervorging, wo bis 1972 Dampflokomotiven und bis 1983 auch Waggons unterhalten wurden. In Rheine stieß die von der Königlich-Westfälischen Eisenbahn-Gesellschaft (KWE) gebaute Bahnstrecke von Münster auf die „Westbahn“, mit weiteren Streckenbauten entstand hier in den folgenden Jahrzehnten ein großer Eisenbahnknoten.
1868 ging die Strecke von Rheine bis Emden in den Besitz der KWE über, die sie bis zur Verstaatlichung betrieb. In den folgenden Jahren wurde die Strecke von der jeweiligen Staatsbahn betrieben, also zunächst der Preußischen Staatsbahn.
Mit der „Ostfriesischen Küstenbahn“ wurde 1883 die Verlängerung der Strecke von Emden über Norden, Esens und Wittmund nach Jever eröffnet, diese Strecke erhielt westlich des Emder Stadtgebiets eine Haltestelle an der Larrelter Straße. Später wurde diese in Emden West und der hannöversche Bahnhof in Emden Süd umbenannt. 1892 erhielt die Küstenbahn einen Abzweig von Norden nach Norddeich, schließlich wurde drei Jahre später vom Bahnhof Norddeich ein Gleis bis zum Kopf der damaligen Hafenmole verlegt. Am 1. August 1906 legte die Bahngesellschaft die als Nebenbahn entlang der Landstraße trassierte Strecke von Emden nach Norden still und eröffnete zeitgleich eine 1,1 Kilometer kürzere Neubaustrecke westlich der alten Trasse, die nun als Hauptbahn ausgeführt wurde.
Die ursprünglich eingleisig errichtete Strecke Rheine–Emden wurde ungefähr 1907/08 zweigleisig ausgebaut.
Gegen Ende des Zweiten Weltkriegs im Frühjahr 1945 wurde die Brücke über die Leda bei Heerenborg gesprengt, schnell eingleisig wiederhergestellt und 1958 durch einen eingleisigen Neubau, eine Fachwerkbrücke, ersetzt.
Im September 1971 wurde der neue Emder Hauptbahnhof an der Stelle des bisherigen Westbahnhofs eröffnet. Von diesem Zeitpunkt an fuhren auch die von Rheine kommenden Züge den neuen Hauptbahnhof an. Im Südbahnhof wurde noch einige Jahre ein Notbahnsteig für Fälle unterhalten, in denen der Hauptbahnhof nicht erreicht werden konnte, z. B. wenn die Klappbrücke über das Emder Fahrwasser nicht passierbar war. Bald wurde er gar nicht mehr angefahren. Die Gleise wurden schließlich im Jahr 2005 komplett entfernt.
Bedient wurde die Strecke lange Zeit von den Betriebswerken Rheine und Emden. Von hier wurden Einsätze von Dampf- und Diesellokomotiven auf der Emslandstrecke und anderen Strecken im Personenzugdienst und Güterzugdienst bis in die 1980er Jahre gefahren.

## Dampflok-Abschied

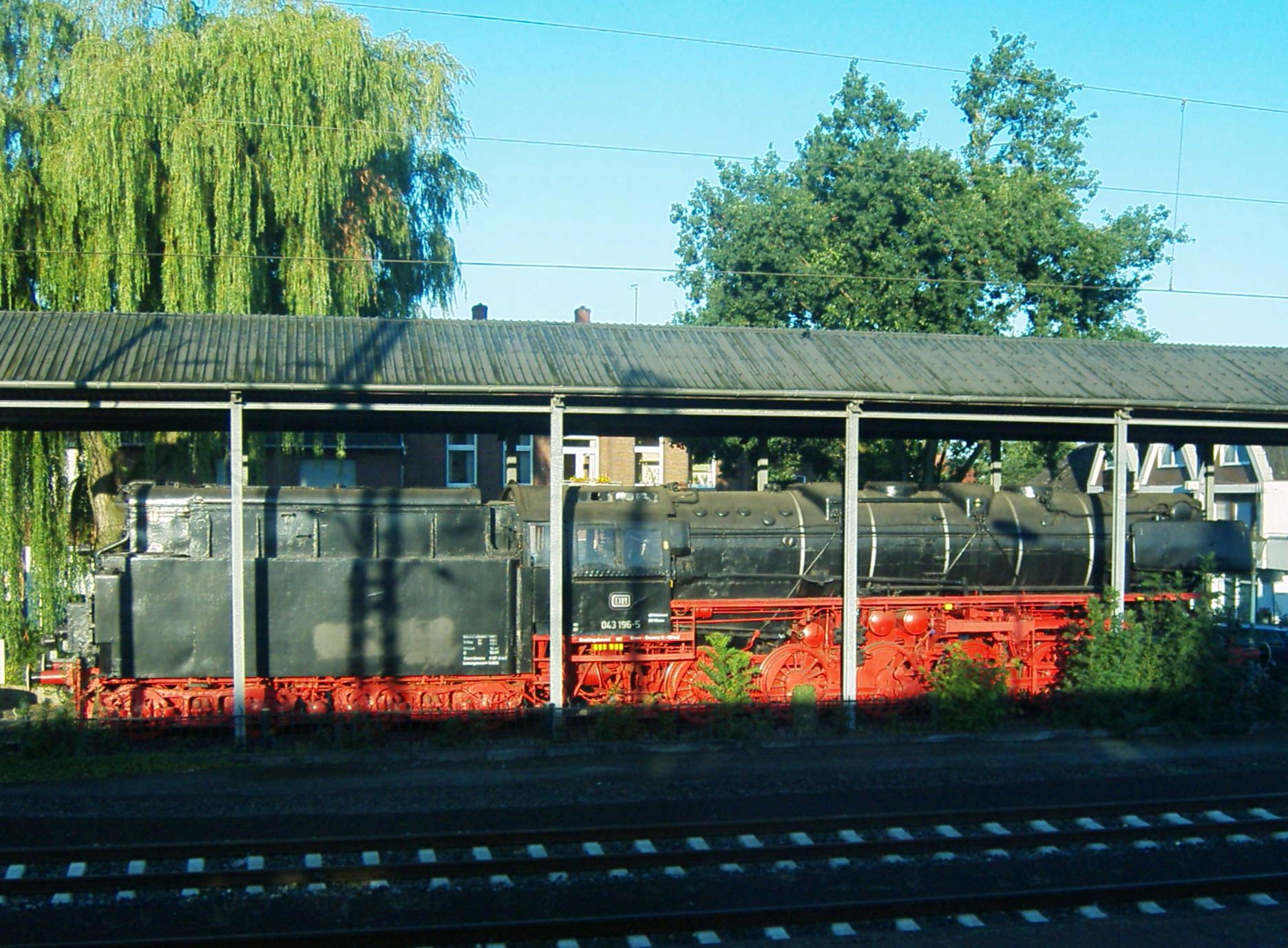
Die letzte planmäßig verkehrende Dampflok der DB, abgestellt als Denkmal am Bahnhof Salzbergen. Eine weitere Lok befindet sich vor dem Hauptbahnhof Emden.

Die Bahnstrecke Rheine–Norddeich Mole war die letzte Strecke der damaligen Deutschen Bundesbahn, auf welcher planmäßig Dampflokomotiven eingesetzt wurden. Bis 1975 wurden die Schnellzüge von Loks der Baureihe 012 befördert; diese Leistungen gingen über an Dieselloks der Baureihe 220. Im Güterverkehr wurden die Baureihen 042 und 044 (später, nach Umbau auf Ölfeuerung, 043) noch bis Herbst 1977 eingesetzt. Unter Eisenbahnfreunden besonders bekannt sind dabei die Einsätze vor den Langer Heinrich genannten schweren Erzzügen von Emden ins Ruhrgebiet. Im September 1977 gingen auch diese Zugleistungen an Diesellokomotiven über, die Dampfloks wurden im folgenden Monat noch gelegentlich eingesetzt, zuletzt mit Sonderzügen wie den Abschiedsfahrten am 23. Oktober 1977, bei denen zwei Loks noch einmal die gesamte Strecke von Rheine bis Emden befuhren. Drei Tage später, am 26. Oktober 1977, wurden zwei der verbliebenen Loks das letzte Mal eingesetzt und abends endgültig abgestellt.
Wenige Tage später erließ die Deutsche Bundesbahn das sogenannte Dampflokverbot, welches besagte, dass auf dem Streckennetz der DB keine Dampfloks mehr eingesetzt werden durften. Erst acht Jahre später wurde dieses Verbot – zum Beispiel für den Betrieb von Museumsbahnen – gelockert.
Die letzte außer Dienst gestellte Dampflok der Deutschen Bundesbahn, 043 196-5, wurde 1978 vor dem Bahnhof von Salzbergen als Denkmal aufgestellt. Benachbart sind weitere Exponate aus der Zeit des Dampfbetriebs vorhanden. Eine weitere Denkmallok befindet sich auf dem Vorplatz des  Hauptbahnhofs Emden.

## Ausbau
Seit 2005 wird auch von den Regional-Express-Zügen durch den Einsatz von neuen Fahrzeugen die maximale Streckengeschwindigkeit von 140 km/h ausgenutzt, allerdings erlauben einige Abschnitte der Strecke nur deutlich geringere Geschwindigkeiten, daher ist eine Verkürzung der Reisezeit von derzeit circa 2:07 h nur durch größere Umbaumaßnahmen möglich.
Im Juni 2006 wurde die Bahnstrecke Emden–Emden Außenhafen mit Oberleitung ausgestattet, seitdem kann der „Emsland-Express“ bei Fähranschlüssen nach Borkum nach einer Wende in Emden Hauptbahnhof bis zum Bahnhof Emden Außenhafen durchfahren, ohne dass das Triebfahrzeug gewechselt werden muss.
Die Landesnahverkehrsgesellschaft Niedersachsen (LNVG) fordert die Beseitigung von betrieblichen Engpässen auf der Emslandstrecke. Dazu zählen der vier Kilometer lange eingleisige Abschnitt zwischen Aschendorf und Dörpen sowie die ebenfalls eingleisige Ledabrücke südlich von Leer. Ebenso wird die Beseitigung von höhengleichen Bahnsteigzugängen in Lathen und Aschendorf gefordert, die derzeit ein gleichzeitiges Halten von zwei Zügen verhindern.
Langfristiges Ziel der LNVG ist die Verbesserung der Anschlusssituation in Leer zwischen den Nahverkehrszügen der Emslandstrecke und der Strecke nach Oldenburg. Hier bestehen aktuell Wartezeiten zwischen 45 und 52 Minuten. Da die bestehenden Anschlüsse in Bremen, Oldenburg und Münster eine höhere Priorität besitzen, ist der Anschluss nur durch Infrastrukturausbauten auf der Emslandstrecke und der Strecke Oldenburg – Leer realisierbar.
Am 18. Mai 2015 gab das Niedersächsische Ministerium für Wirtschaft, Arbeit und Verkehr bekannt, dass nach interner Prüfung, in Zusammenarbeit mit der Landesnahverkehrsgesellschaft Niedersachsen, die beiden geschlossenen Stationen in Ihrhove und Neermoor gute Chancen haben, kurzfristig für den Personenverkehr wieder eröffnet zu werden. Dies wurde am 28. März 2019 zwischen Land Niedersachsen, LNVG und DB vereinbart. In Ihrhove soll 2025 nördlich des Bahnhofs ein neuer Haltepunkt mit zwei Außenbahnsteigen errichtet werden.

## Bedienungsangebot
Im Schienenpersonennahverkehr wird die Emslandstrecke oder Teilstrecken davon bedient durch:
- RE 15 „Emsland-Express“: (Emden Außenhafen –) Emden – Leer – Salzbergen – Rheine – Münster
- RE 1: Norddeich Mole – Emden – Leer – Oldenburg – Bremen – Hannover
- RB 61 „Wiehengebirgs-Bahn“: Hengelo – Bad Bentheim – Salzbergen – Rheine – Osnabrück – Herford – Bielefeld
- RB 57: Groningen (NL) – Bad Nieuweschans – Weener – Leer
Wegen Zerstörung der Friesenbrücke am 3. Dezember 2015 muss zurzeit zwischen Leer und Weener auf den Regionalbus 620 Leer–Weener(–Bunde), der täglich von Weser-Ems-Bus betrieben wird, ausgewichen werden.

Im Schienenpersonenfernverkehr wird sie von folgenden Intercity-Linien befahren:
- IC 35: Norddeich Mole – Emden – Leer – Rheine – Münster – Recklinghausen – Gelsenkirchen – Oberhausen – Duisburg – Köln – Koblenz (teilweise weiter über Mainz – Mannheim – Konstanz)
- IC 56: Norddeich Mole – Emden – Leer – Oldenburg – Bremen – Hannover – Berlin/Leipzig
- ICE 47: Norddeich Mole – Norddeich – Norden – Emden – Leer – Papenburg – Meppen – Lingen – Rheine – Münster – Recklinghausen – Wanne-Eickel – Gelsenkirchen – Duisburg – Düsseldorf – Köln Messe/Deutz – Siegburg/Bonn – Frankfurt Flughafen – Mannheim – Stuttgart (Ein Zugpaar samstags)

Das Fernverkehrsangebot auf der Relation zwischen Bremen und Norddeich wurde aufgrund eines neunjährigen Vertrages zwischen dem Land Niedersachsen und der DB Fernverkehr AG ganzjährig von drei auf neun Zugpaare verdichtet. In dem Vertrag hat sich das Unternehmen verpflichtet, in seinen Zügen im Abschnitt von Bremen über Emden nach Norddeich alle Fahrscheine des Nahverkehrs zu akzeptieren (dies gilt auch für die Intercity von Koblenz–Köln–Münster ab Leer) und moderne Doppelstockwagen einzusetzen, im Gegenzug leistet das Land Niedersachsen Ausgleichszahlungen. Durch Verzögerungen bei Produktion und Zulassung seitens des Herstellers Bombardier Transportation konnten die Doppelstockfahrzeuge erst seit Dezember 2015 im Fernverkehr eingesetzt werden.

## Fahrzeugeinsatz

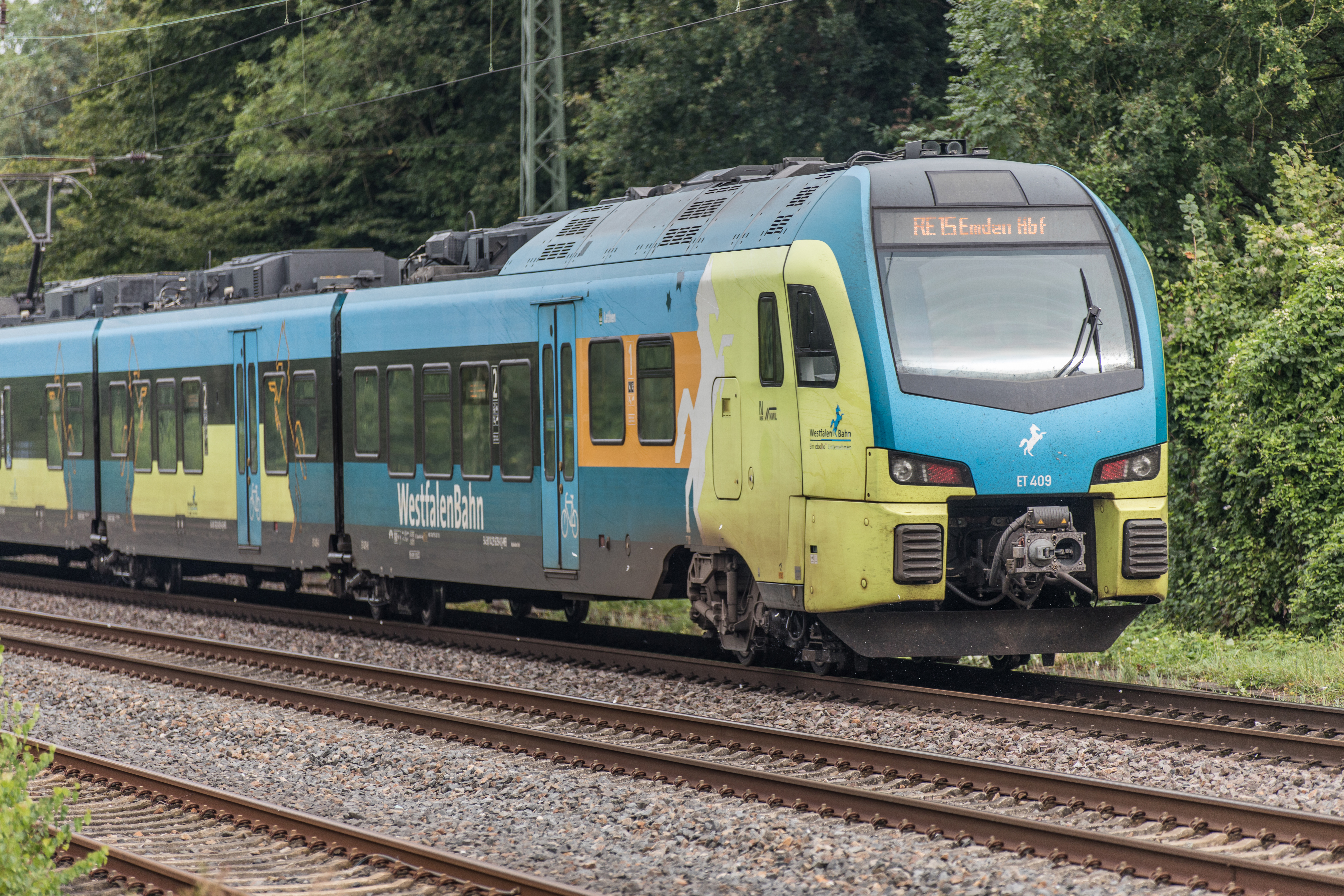
Stadler FLIRT 3 der Westfalenbahn als RE 15 nach Emden Hbf

Nach dem Fahrplanwechsel im Dezember 2005 bestand der Emsland-Express aus Doppelstockwagen, die mit Elektrolokomotiven der Baureihe 111 bespannt waren. Die Fahrgastzahlen waren anschließend um 15,5 % auf durchschnittlich 6400 Fahrgäste pro Tag gestiegen (Stand: Juli 2009). Vor 2005 waren hier noch ältere, einstöckige n-Wagen (sogenannte Silberlinge) hinter verschiedenen Lokomotiven zum Einsatz gekommen. Bereits seit längerer Zeit werden die Zuggarnituren als Wendezüge eingesetzt, so dass die Lokomotiven dauerhaft an einem Ende des Zuges bleiben können.
Die Aufgabenträger, die Landesnahverkehrsgesellschaft Niedersachsen (LNVG) und der Zweckverband Nahverkehr Westfalen-Lippe (NWL), haben den Betrieb der Regionalexpress-Linie Münster – Emden im Jahr 2012 europaweit ausgeschrieben. Den Zuschlag erhielt die Westfalenbahn, eine Tochtergesellschaft der niederländischen Staatsbahn, die mit dem Fahrplanwechsel im Dezember 2015 den Betrieb für 15 Jahre mit vierteiligen Elektrotriebzügen vom Typ Flirt 3 des Leasingunternehmens Alpha Trains aufgenommen hat. Die Züge verkehren zur Hauptverkehrszeit in Doppeltraktion und besitzen bis zu 42 Fahrradstellplätze pro Triebzug.
Die Intercitys von Emden Außenhafen bzw. Norddeich Mole wurden in der Vergangenheit zumeist von Lokomotiven der Baureihe 101 gezogen. Mittlerweile werden jedoch größtenteils Elektroloks der Baureihe 146 mit modernen Doppelstockwagen, dem Intercity 2, eingesetzt. Diese Fahrzeuge kommen auch auf der IC-Linie 56 in Richtung Bremen/Hannover zum Einsatz. Im Jahr 2020 wurde außerdem ein ICE-Zugpaar aus München nach Norddeich Mole eingeführt. Dieses Angebot soll im Jahr 2021 mit einer Verbindung nach Stuttgart ausgeweitet werden.

## Besonderheiten

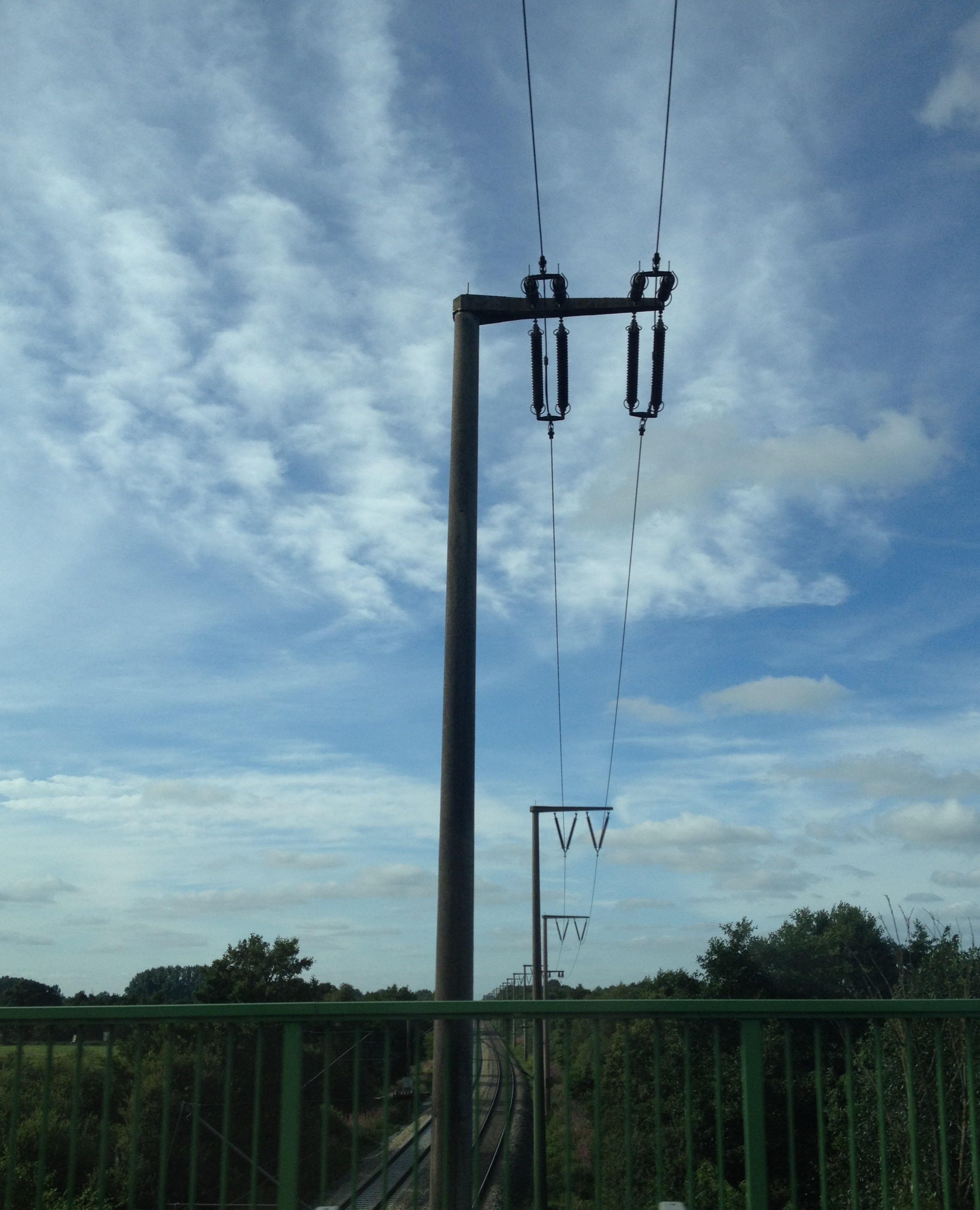
Teil der Bahnstromleitung zwischen Leer und Emden

Die Bahnstromleitung zwischen den Unterwerken Leer und Emden ist in ihrer gesamten Länge auf den Oberleitungsmasten montiert, was sonst nur bei Wechselstrom-S-Bahnen üblich ist. Östlich von Emden überquert die Emslandstrecke das Kabel der HGÜ BorWin1.